# Jessika Devert
Jessika Devert, född den 26 januari 1969 i Göteborg, är en svensk journalist och författare.

## Biografi[1]
Devert är feelgoodförfattaren som även skrivit barnböcker och biografier. Hon arbetar som frilansjournalist och skriver framförallt artiklar inom hälsa, medicin, livsöden och personporträtt.